# Pareutegaeus similis
Pareutegaeus similis är en kvalsterart som först beskrevs av Trägårdh 1931.  Pareutegaeus similis ingår i släktet Pareutegaeus och familjen Eutegaeidae. Inga underarter finns listade i Catalogue of Life.